# Getulina (kommun)
Getulina är en kommun i Brasilien.   Den ligger i delstaten São Paulo, i den södra delen av landet, 700 km söder om huvudstaden Brasília. Antalet invånare är 10 777.
Följande samhällen finns i Getulina:
- Getulina

Omgivningarna runt Getulina är huvudsakligen savann. Runt Getulina är det glesbefolkat, med 16 invånare per kvadratkilometer.